# Petr Strobl
Petr Strobl (* 12. März 1941 in Kolín; † 6. April 2020 in Regensburg) war ein tschechoslowakischer Tennisspieler und -trainer.

## Privatleben
Vom 14. bis 16. Juni 1968 war Strobl mit dem Davis-Cup-Team der Tschechoslowakei zum Halbfinale in München unterwegs. Auf dem Weg nach München machte er zusammen mit seiner Mannschaft (Jan Kodeš und Milan Holeček) auf Einladung von Fritz Blum einen Zwischenstopp in Amberg, um einige Schaukämpfe zu absolvieren.
Nach dem Einmarsch der Truppen des Warschauer Paktes im August 1968 setzte sich Strobl mit dem Zug aus der Tschechoslowakei nach Deutschland ab. Durch die Kontakte, die im Juni 1968 entstanden waren, ließ er sich in Amberg nieder.

## Karriere als Spieler
Strobl war insgesamt sechsmal für den Davis Cup nominiert, wovon er in den Jahren 1962 und 1963 viermal zum Einsatz kam. Von fünf Einzeln bestritt er zwei siegreich, von vier Doppeln gewann er drei.

## Karriere als Trainer
Nach seiner aktiven Karriere arbeitete Strobl als Trainer in seiner Wahlheimat Amberg beim TC Amberg am Schanzl. Dort trainierte er unter anderem die 1. Herrenmannschaft in ihrer erfolgreichsten Zeit, in der fünfmal die deutsche Meisterschaft errungen wurde (1978 bis 1982). Der Neuseeländer Chris Lewis, der es 1983 bis ins Wimbledon-Finale schaffte, bereitete sich regelmäßig mit Strobl auf ATP-Turniere vor. Zuletzt trainierte Strobl die 1. Damenmannschaft des TC Amberg am Schanzl. Diese führte er bis in die Bundesliga.
Nach längerer Krankheit starb Strobl am 6. April 2020 im Universitätsklinikum Regensburg.